# Женская сборная Швейцарии по хоккею с шайбой
Женская сборная Швейцарии по хоккею с шайбой представляет Швейцарию на международных турнирах по хоккею с шайбой. Управляется Федерацией хоккея Швейцарии. Главный тренер сборной — Рене Каммерер.
Первый официальный матч сыграла 23 апреля 1987 года против Канады (0:10).
На данный момент сборная занимает пятое место в мировом рейтинге. Является бронзовым призером чемпионата Европы 1995, чемпионата мира 2012 и Олимпийских игр 2014.

## Выступления на чемпионатах мира
- 1990 — 5-е место
- 1992 — 8-е место
- 1994 — 7-е место
- 1997 — 7-е место
- 1999 — 8-е место (вылет в дивизион I)
- 2000 — 10-е место
- 2001 — 9-е место (переход в чемпионат)
- 2003 — чемпионат не состоялся
- 2004 — 8-е место (вылет в дивизион I)
- 2005 — 9-е место (переход в чемпионат)
- 2007 — 5-е место
- 2008 — 4-е место
- 2009 — 7-е место
- 2011 — 6-е место
- 2012 — Бронзовая медаль
- 2013 — 6-е место
- 2015 — 6-е место
- 2016 — 7-е место
- 2017 — 7-е место
- 2019 — 5-е место

## Выступления на чемпионатах Европы
- 1989 — 5-е место
- 1991 — 5-е место
- 1993 — 5-е место
- 1995 — Бронзовая медаль
- 1996 — 5-е место

С 1997 года Чемпионат Европы больше не проводится.

## Выступления на Олимпийских играх

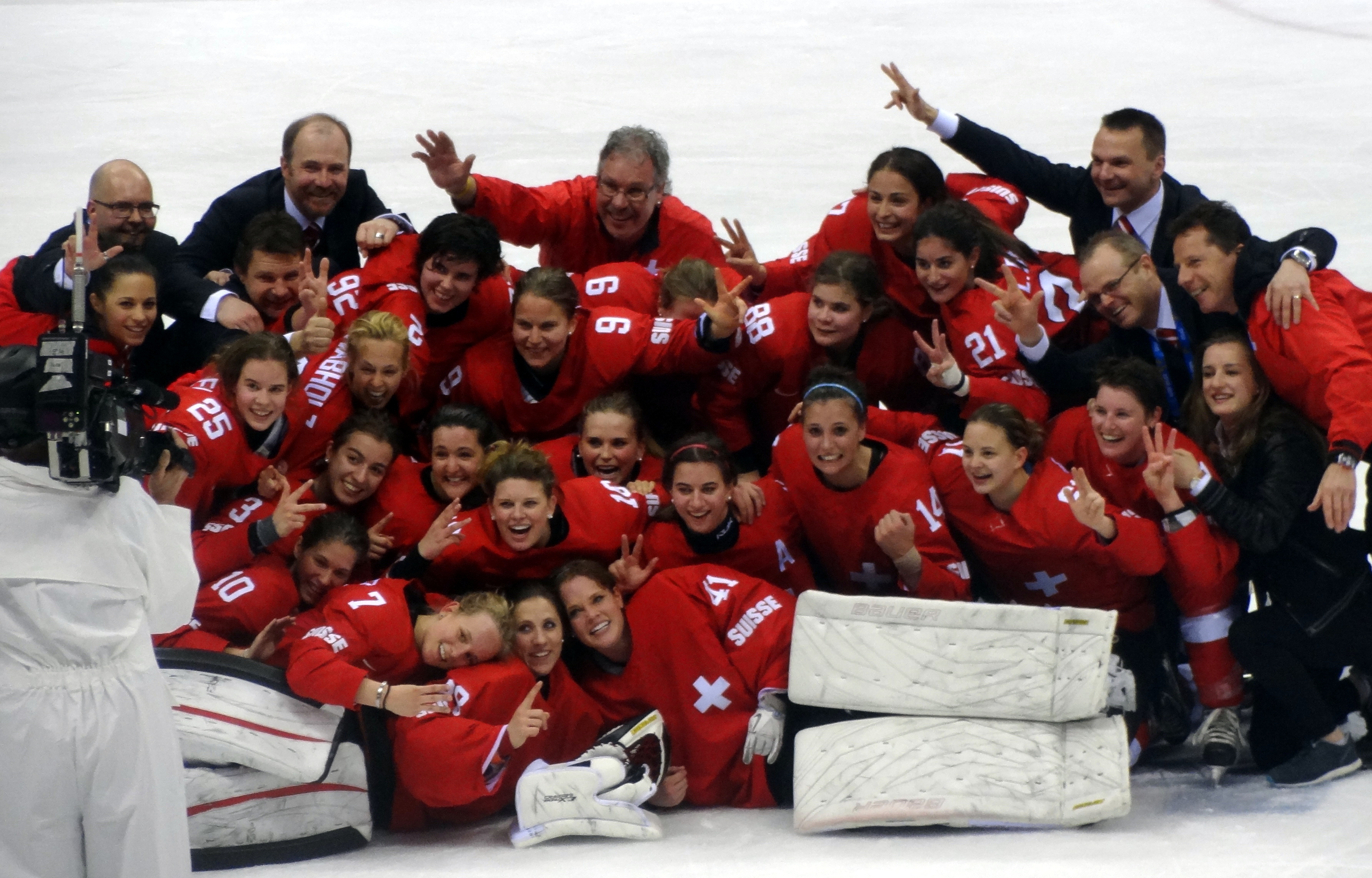
На XXII Зимних Олимпийских Играх в Сочи 2014

- 2006 — 7-е место
- 2010 — 5-е место
- 2014 — Бронзовая медаль
- 2018 — 5-е место
- 2022 — 4-е место

## Состав наЗимних Олимпийских играх 2014
| №          | Имя              | Клуб                      | Дата рождения    | Возраст | Игр     | Шайб    | Передач |
| Вратари    | Вратари          | Вратари                   | Вратари          | Вратари | Вратари | Вратари | Вратари |
| ---------- | ---------------- | ------------------------- | ---------------- | ------- | ------- | ------- | ------- |
| 20         | Янина Альдер     | Винтертур                 | 5 июля 1995      | 18      |         |         |         |
| 28         | София Антаматтен | Саасталь                  | 26 июля 1991     | 22      |         |         |         |
| 41         | Флоренс Шеллинг  | Бюлах                     | 9 марта 1989     | 24      |         |         |         |
| Защитники  |                  |                           |                  |         |         |         |         |
| 21         | Лаура Бенц       | Цюрих Лайонс              | 25 августа 1992  | 21      |         |         |         |
| 6          | Юлия Марти       | Линчёпинг                 | 16 апреля 1988   | 25      |         |         |         |
| 10         | Николь Булло     | Лугано                    | 18 июля 1987     | 26      |         |         |         |
| 11         | Ангела Фраучи    | Цюрих Лайонс              | 5 июня 1987      | 26      |         |         |         |
| 17         | Сара Форстер     | Аджой                     | 19 мая 1993      | 20      |         |         |         |
| 22         | Ливия Альтман    | Цюрих Лайонс              | 13 декабря 1994  | 19      |         |         |         |
| 92         | Сандра Тальман   | Рейнах                    | 18 декабря 1992  | 21      |         |         |         |
| Нападающие |                  |                           |                  |         |         |         |         |
| 2          | Катрин Набхольц  | Цюрих Лайонс              | 3 апреля 1986    | 27      |         |         |         |
| 9          | Стефани Марти    | Линчёпинг                 | 16 апреля 1988   | 25      |         |         |         |
| 13         | Сара Бенц        | Винтертур                 | 25 августа 1992  | 21      |         |         |         |
| 14         | Роми Эггиман     | Лугано                    | 29 сентября 1995 | 18      |         |         |         |
| 16         | Нина Вайдахер    | Колледж Святой Схоластики | 23 августа 1992  | 21      |         |         |         |
| 18         | Эвелина Разелли  | Лугано                    | 3 мая 1992       | 21      |         |         |         |
| 19         | Алина Мюллер     | Винтертур                 | 12 марта 1998    | 15      |         |         |         |
| 21         | Джессика Луц     | Ронин                     | 24 мая 1989      | 24      |         |         |         |
| 25         | Лара Штальдер    | Миннесотский университет  | 15 мая 1994      | 19      |         |         |         |
| 63         | Аня Штифель      | Лугано                    | 9 августа 1990   | 23      |         |         |         |
| 88         | Фёбе Стенц       | Йельский университет      | 7 января 1994    | 20      |         |         |         |